# Hotboxing
Hotboxing, auch Hot Boxing, oder Bunkerrauchen, bezeichnet das Rauchen von Cannabis in einem abgeschlossenen, kleinen Raum wie beispielsweise in einem Auto, einer Abstellkammer, einer Telefonzelle oder einem Zelt. Es soll einen intensiveren Rausch bewirken, indem die THC-haltige Ausatemluft nicht entweichen kann. Hotboxing bedingt unter Umständen ein erhöhtes Risiko für die Übertragung respiratorischer Infektionskrankheiten, da mit einer verminderten Luftzirkulation die Konzentration von Krankheitserregern steigt.
Das Wort kommt aus den Vereinigten Staaten.